# Mavebluse
En mavebluse (engelsk crop top eller croptop) er en top, som afslører taljen, navlen eller maven.
Tøjet kan være fremstillet af en række forskellige materialer, som bl.a. bomuld, nylon, polyester og silke, og kan være udformet på forskellig vis; nogle er meget tætsiddende, mens andre er meget løsthængende (såkaldte "frilly"). Mængden af maveskind som en mavebluse vise, kan også variere afhængig af, hvor højt den er skåret, og hvilken type bukser eller nederdel der bæres til.

## Historie

### Kvinder
Maveblusen blev introduceret ved danseren "Little Egypt"s opvisning ved Verdensudstillingen i Chicago i 1893.
Maveblusen opnåede først popularitet i modeindustrien i 1930'erne
og 1940'erne.
I 1940'erne blev maveblusen in grundet tekstilrationering under 2. verdenskrig.
Det var først i og efter den seksuelle revolution i de sene 1960'ere og tidlige 1970'ere, at maveblusen opnåede bred accept, og blev båret af kendte som Barbara Eden (stjerne i NBC's I Dream of Jeannie) og Jane Birkin.
En mavebluse stilvariant, tied-up top eller bundet skjorte, dukkede også op i 1940'ernes mode, og maveblusen steg i popularitet gennem 1960'erne.
I 1980'erne blev cut-off mavebluser en mere almindelige del af aerobics dillen - og som et resultat af filmen Flashdance. Sangeren Madonna bar en netmavebluse i sin musikvideo med sangen "Lucky Star".
I 2010'erne fik maveblusen en opblussen grundet populariteten af 1990'er moden - og mavebluserne er stadig populær i 2020'erne.
I august 2021 forbød ledelsen på Firehøjskolen ved Bredsten i Vejle Kommune mavebluser for pigerne i udskolingen. Det affødte protester og stor kritik, og en lektor i kommunalret ved Aarhus Universitet udtalte, at skolen slet ikke havde hjemmel til at indføre forbuddet. Dagen efter blev forbuddet fjernet af skolebestyrelsen.

### Mænd
Mavebluser er brugt af mænd siden 1970'erne. I de tidlige Rocky film havde Sylvester Stallone og Carl Weathers mavebluser på, mens de trænede.
Siden midt-2010'erne har mandemaveblusen haft en større genopblussen i popularitet  på fremtrædende personer som fodboldspilleren Ezekiel Elliott, rapper Kid Cudi,
rockstjernen Josh Kiszka og skuespillerne Matthew McConaughey og Zac Efron.

## Galleri
- Kvinde med en hvid mavebluse
- En kvinde med mavebluse
- En mand med en improviseret mavebluse
- En mand bærende en cropped vest
- Kvinde i bundet skjorte